# Bjørnfjell
Bjørnfjell (Noord-Samisch: Bonjovárri) is een plaatsaanduiding binnen de Noorse gemeente Narvik. Het is het eerste/laatste station (sinds 1902, code Bif) aan Noorse kant aan de gezamenlijk Noors/Zweedse Ertsspoorlijn, respectievelijk Ofotbanen en Malmbanan genoemd. Het is tevens gelegen aan de Europese weg 10, die hier haar hoogste punt (520 meter) bereikt. Het is ook de plaats waar diezelfde weg begint af te wijken (van Zweedse kant gezien) van de route van de E10. In Bjørnfjell was vroeger het douanekantoor, Riksgränsen ligt aan de andere kant van de grens.